# Etienne-Joseph Soubre
Etienne-Joseph Soubre (Lieja, Bèlgica, 30 de desembre de 1813 - la mateixa ciutat, 8 de setembre de 1871) fou un compositor belga.
Membre de la Reial Acadèmia de Bèlgica, aconseguí el primer premi de Roma (Prix de Rome), en el primer concurs d'aquest gènere que s'organitzà a Bèlgica el 1841 amb la cantata Sardanapale. Fou nomenat director del Conservatori Reial de Lieja, que reorganitzà completament, com ho prova el brillant èxit de molts alumnes formats en aquell establiment musical. Al morir Soubre el 1871 agafà la direcció interinement del Conservatori el també liejés Félix-Étienne Ledent.
Les seves nombroses composicions vocals i instrumentals revelen una naturalesa poètica, un esperit penetrant i delicat i un profund coneixement de la veu humana i de l'orquestra. Sobre tot 14 cors a 4 veus d'home, considerats com a model en el seu gènere, van contribuir a la seva popularitat i reputació; entre aquests cal citar els titulats: La prière avant la bataille, Les corsaires grecs, Les bohemiens, etc. A més, va escriure d'altres diversos cors amb acompanyament de piano i orquestra; duets per a veu de dona; melodies; una gran òpera; una simfonia; un Ave Verum, a 5 veus i orquestra; una missa de Rèquiem, i finalment, un Solfeig elemental, notable per la sabia progressió de les lliçons. Aquest fou la seva última obra.